# Hnutí lidského potenciálu
Hnutí lidského potenciálu (anglicky Human Potencial Movement, HPM) je psychologické hnutí vzniklé v 60. letech 20. století ve Spojených státech amerických v rámci dobové kontrakultury. Hnutí postupně získalo velký vliv na západní společnost a vedlo k oblibě konceptů jako je osobní rozvoj, psychologickou svépomoc, kvalitu vztahů, emoční gramotnost nebo lidské hodnoty na pracovišti.
Hnutí vychází z humanistické psychologie Abrahama Maslowa vzniklou jako odpověď na limity psychoanalýzy a behaviorismu. Základem je Maslowův koncept hierarchie potřeb podle kterého po naplnění základních potřeb nastává snaha o naplnění potřeb vyšších, včetně sebeaktualizace. Podle Maslowa pravděpodobně patří mezi jedince kteří jsou schopni naplnit nejvyšší z potřeb mystikové, čímž byla otevřena cesta spiritualizaci psychoterapie. Hnutí lidského potenciálu rozvinulo humanistickou psychologii do řady metod a škol jako je „na osobu zaměřená terapie“ Carla Rogerse, gestalt terapie Fritze Perlse, transakční analýza Erika Berneho nebo encounterové skupiny. Svůj vliv také mělo dílo německého psychoanalytika Wilhelma Reicha.
V 60. letech vznikla řada „center růstu“ z nichž nejvýznamnější je kalifornský Esalen, který dodnes nabízí přes čtyři sta kurzů a programů, zaměřených nejen psychologicky, ale také na zdraví, filosofii, ekologii, gender, obchod a pomáhající profese. Od 70. však také narůstala kritika hnutí jako narcistického. Také došlo k spiritualizaci HPM, křesťanství bylo odmítáno jako autoritativní, zatímco příznivci hnutí se stali „duchovními hledači“ na poli hinduismu a buddhismu. To se významně projevilo především v Oshově hnutí které přilákalo mnoho terapeutů HMP. Ke spojení psychologie a spirituality došlo též v transpersonální psychologii a psychosyntéze Roberta Assagioliho. Taktéž byly přijaty některé praktiky šamanismu, respektive neošamanismu.
| Ty jsi bůh ve svém světě, který jsi stvořil.. |
| Werner Erhard, zakladatel hnutí est           |

Na počátku 21. století je Hnutí lidského potenciálu součástí západního mainstreamu a jeho myšlenky výrazně ovlivňují především korporátní sféru. Důraz na obchod a podnikání vedl k tomu, že mnoho z přívrženců získalo značný kapitál a založilo organizace zaměřené na rozvoj osobnosti. Jedná se především o Erhard Seminars Training (est), společnosti WISE a Sterling Managment System napojené na Scientologickou církev, Lifespring nebo Hnutí duchovního vnitřního uvědomění vedoucí Tréninkové semináře mysli. Ač tyto společnosti sama sebe zpravidla popisují pomocí sekulárních pojmů, někteří sociologové je řadí mezi nová náboženská hnutí.
Za náboženské hnutí je většinou považováno i Hnutí lidského potenciálu jako celek. Sociolog Roy Willis jej považuje za typický příklad „nového náboženského hnutí přijímající svět“, kam řadí i blízkou Scientologickou církev a Transcendentální meditaci, která jsou typická svým nedostatkem formálních znaků náboženství. Protože však považuje HPM v principu za antiautoritářské, Scientologickou církev do něj po přímo neřadí, považuje však za jeho součást Oshovo hnutí a Reichovou bioenergetická metodu. Taktéž upozorňuje na výrazný vliv HPM na některá sociální hnutí: environmentalismus, feminismus a hnutí za práva gayů. Historik esoterismu Wouter J. Hanegraaff považuje Hnutí lidského potenciálu za psychologickou a psychoterapeutickou rovinu hnutí New Age a srovnává s ním neošamanismus. S touto interpretací souhlasí socioložka Eileen Barker, která ale poukazuje na to, že New Age je zaměřen na vnější svět, zatímco HPM dovnitř jedince. Sociolog Paul Heelas řadí Hnutí lidského potenciálu mezi takzvaná self religion („náboženství Já“, „spiritualita Já“).